# Morpho aboti
Morpho aboti är en fjärilsart som beskrevs av Le Moult 1931. Morpho aboti ingår i släktet Morpho och familjen praktfjärilar. Inga underarter finns listade i Catalogue of Life.